# كأس السوبر الأوروبي 1992
كأس السوبر الأوروبي 1992 جمعت نسخة 1992 في بطولة كأس السوبر الأوروبي ناديً برشلونة الإسباني الفائز بلقب دوري أبطال أوروبا سنة 1992 وفيردر بريمين الألماني المتوج بلقب كأس الكؤوس الأوروبية سنة 1992 وتمكن نادي برشلونة من الفوز باللقب بمجموع مباراتي الذهاب والإياب بنتيجة 3-2 وتحقيق اللقب .

## التفاصيل

### مباراة الذهاب
| فيردر بريمين                           | 1–1      | برشلونة                            |
| -------------------------------------- | -------- | ---------------------------------- |
| كلاوس ألوفس 88' · المدرب · أوتو ريهاجل | التفاصيل | ساليناس 38' · المدرب · يوهان كرويف |

### مباراة الإياب
| برشلونة                                              | 2–1      | فيردر بريمين                          |
| ---------------------------------------------------- | -------- | ------------------------------------- |
| ستويتشكوف 32' · غويكوتشيا 48' · المدرب · يوهان كرويف | التفاصيل | روفر 41' (ر.ج) · المدرب · أوتو ريهاجل |